# 熱分解
熱分解（ねつぶんかい、英語: pyrolysis）は、有機化合物などを、酸素やハロゲンなどを存在させずに加熱することによって行われる化学分解である。化学合成の変化を実験で調べることができる。また逆反応は起こらない。英語 pyrolysis の語源はギリシャ語由来の形態素 pyro-〈火〉と -lysis〈分解〉の合成によるものである。蒸気の共存下に行われる場合もある。
化学分析においては、複雑な組成の物質を単純な分子へと分けることによって同定を行う目的で利用される。熱分解ガスクロマトグラフィーなどがその例である。
工業的には、ある単一物質を他の物質へ変換するのに用いられる。例えば1,2-ジクロロエタンを熱分解して塩化ビニルが製造される。これはポリ塩化ビニルの原料となる。また、バイオマスや廃棄物をより有益な、あるいはより危険性の少ない物質へ変換するのにも利用される（合成ガスなど）。
炭素のみが得られる過酷な条件での熱分解は炭化と呼ばれる。

## 無水条件での熱分解
ある種の熱分解は無水条件で行われる。
固体の有機化合物を酸素を存在させずに強く加熱する場合、この現象が起こる（例えば揚げる、焙る、焼くなどの操作）。このような操作は通常の空気中でも行われるが、対象物の内側は酸素からは保護されている（表面では燃焼が起こる）。
このような過程は、例えば木材のような、小型の固体状の燃料を燃焼させる場合にも起こる。実際、木を燃やしたときの炎は熱分解によって発生する気体の燃焼に由来し、木そのものの燃焼によるものではない。このため、木、プラスチック、布など一般的な素材の熱分解への理解は、防火や消火には特に重要である。
古来、木材の無水条件での熱分解は炭の製造法として用いられた。現代では、金属工学、特に製鉄の目的に、大量の石炭がコークスに変換されている。
ケロゲンの化石燃料への変換過程であるカタゲネシス際にも無水条件での熱分解が起こるとされている。
多くの工業プロセスでは、無水条件での熱分解は与圧下、およそ430°C以上で行われる。ディーゼル燃料のような液体燃料をバイオマスやプラスチックから製造する際に利用される。一般的には、非常に短い滞留時間（2秒未満）と高い加熱速度条件のもと、350から500°Cで熱分解が行われ、高速熱分解または迅速熱分解と呼ばれる。

## 含水熱分解
熱分解には水の存在下に行われるものも含まれる。石油の水蒸気クラッキング、あるいはより一般的には含水熱分解などがこれにあたる。後者の例として有機廃棄物の原油への熱脱重合が挙げられる。

## 真空熱分解
真空熱分解では、沸点を下げるため、また余計な化学反応が起こらないようにするため、真空中で有機化合物が加熱される。有機化学において合成法のひとつとして用いられる。瞬間真空熱分解では作動温度の箇所に基質がとどまる時間は可能な限り短くされる。

## バイオマスの熱分解過程
バイオマス原料の熱分解による液体状物質の製造において、これを効率的なものとするためには高速性が要求される。これはバイオマス粉末の加熱の速さと、生成する蒸気の滞留時間の短さ（0.5から2秒）によって判断される。加熱が行われる間、バイオマス原料は速やかに微細な粒子へとすりつぶされ、反応がおこる粒子の表面上に生成する炭化層が連続して除去されなければならない。
熱分解は若干の吸熱過程であり、バイオマス粒子への加熱を行うためのさまざまな方法が提案されている。
- 空気導入によるバイオマスの部分燃焼。これは低品質の生成物を与える。
- 熱ガスからの直接熱移動。理想的には生成したガスは再加熱・再利用される。問題点は、ガス流速を維持するための加熱が必要であるという点である。
- 壁や管などの表面からの間接的熱移動。両方の表面で十分な熱交換効率を達成することは難しい。
- 固体を循環させることによる直接熱移動。バーナーと熱分解容器の熱交換に固体を利用する。効率的ではあるが、複雑な技術を必要とする。